# Tupolev SB-2

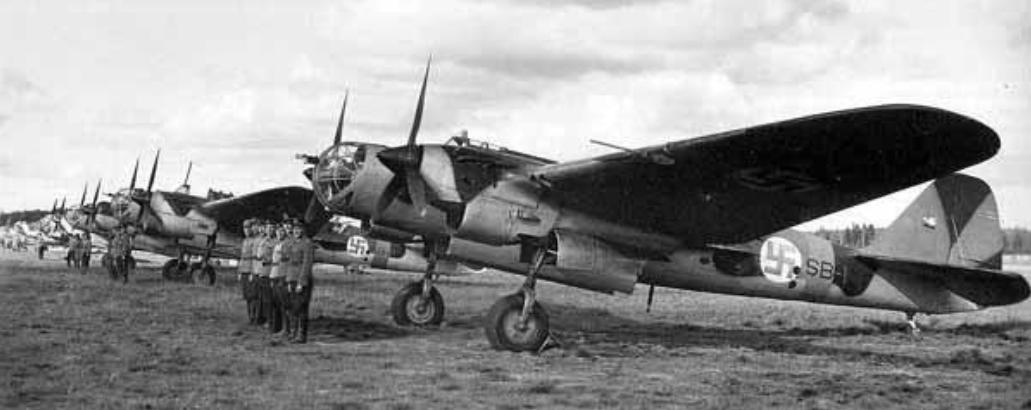
Finské SB 2M-103

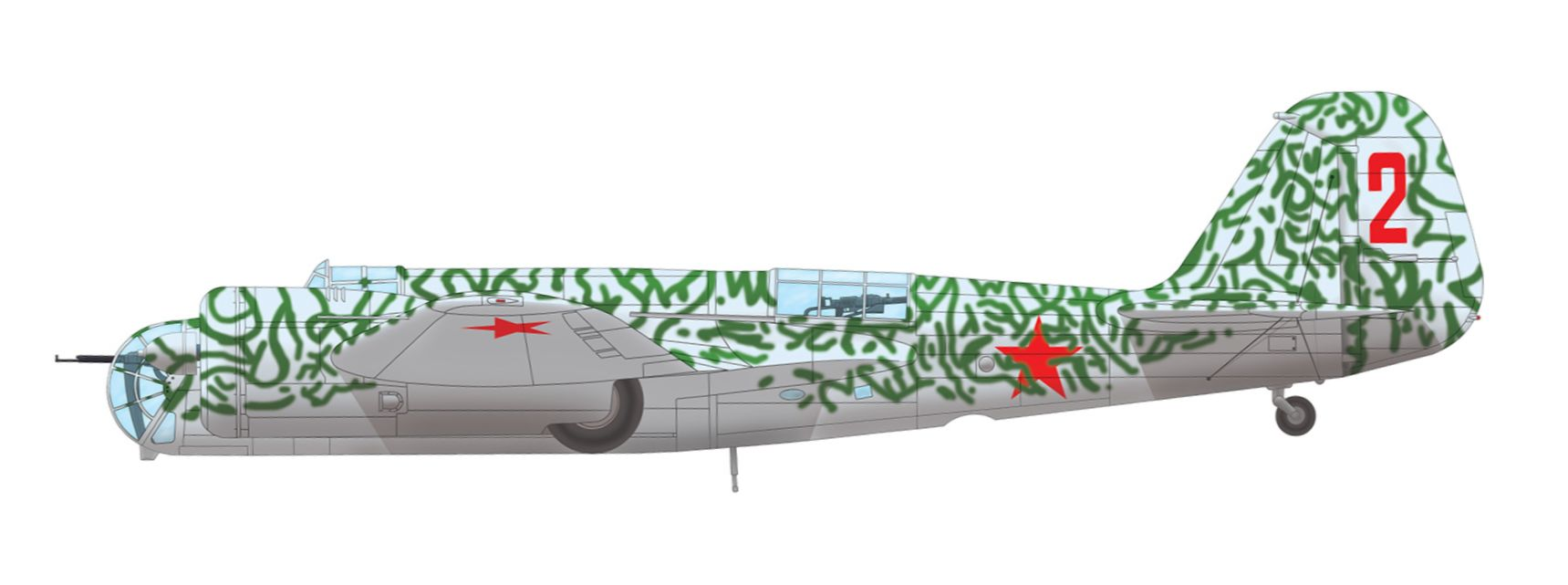
Tupolev SB 2M-103 taktického čísla 2 patřil do výzbroje 38. rychlého bombardovacího pluku VVS RKKA. Pluk se v létě 1939 zapojil do bojů u Chalchyn golu

Tupolev SB-2 byl sovětský dvoumotorový celokovový lehký bombardovací letoun vyvinutý ve třicátých letech 20. století konstrukční kanceláří Tupolev.
Prototyp vzlétl pod označením ANT-40 poprvé 7. 10. 1934. Do výzbroje letectva Rudé armády se dostal v roce 1936. Svou rychlostí a svými schopnosti zaujal i československé vojenské experty, kteří projevili zájem o nákup a licenci. Letoun se účastnil španělské občanské války na straně republikánů, kde v rychlosti překonával i většinu tehdejších stíhacích letadel frankistů. Po ukončení bojů se SB-2 dostal do výzbroje španělské armády, další kusy získala Čínská republika. Od roku 1938 se vyráběl vylepšený typ SB-2bis s motory M-103. Letouny se účastnily bojů v zimní válce, přičemž finské vojsko několik strojů ukořistilo. Výroba SB-2 skončila v roce 1942.

## SB-2 v Československu
Československo zakoupilo mezi lety 1937 a 1938 celkem 61 kusů stroje, označeného zde jako B-71, které byly pro potřeby československého letectva mírně upraveny, zejména přezbrojením kulomety vz. 30 a vybavením radiostanicemi vz. 35, pumovým zaměřovačem vz. 37 a dalšími palubními přístroji kompatibilními s ostatní jím užívanou technikou. Na letouny byly také instalovány motory Avia-Hispano Suiza 12 Ydrs B československé výroby, nikoliv původní sovětské M-100, a československé vrtule typu Letov Hd-43.
Firmou Avia byla v roce 1937 získána i práva k licenční výrobě, částečnou výměnou za dodávku letounů Avia Ba-122 a postoupení licence na výrobu dělostřelecké techniky Škodových závodů Sovětskému svazu. 
Produkce typu, konstrukčně upraveného podle československých norem, byla připravována od roku 1938, ale do německé okupace českých zemí se nepodařilo ani jeden stroj zkompletovat, a až mezi červencem 1939 a dubnem 1941 jich bylo v závodech Avia a Aero vyrobeno celkem 111 kusů, ve dvou mírně odlišných variantách B-71A a B-71B, obou určených primárně k vlekání vzdušných terčů pro Luftwaffe.
Již v září 1939 bylo 24 z původních strojů československého letectva prodáno Německem Bulharsku, které je, pod označením Žerav (jeřáb), zařadilo do stavu 5. orljak (leteckého pluku). Později údajně došlo k prodeji i dalších osmnácti kusů.
Jeden stroj B-71 byl jako kurýrní užíván Slovenskými vzdušnými zbraněmi. Původně náležel 74. letce 6. leteckého pluku, a po poškození při přistání na letišti ve Spišské Nové Vsi v listopadu 1938 zůstal ve zdejších dílnách a opraven byl až poté, co tehdejší Slovensko získalo nezávislost. V dubnu 1943 jej pětice slovenských letců pod vedením Antona Vanka použila k úletu do Turecka.

## Specifikace

ANT-40

Údaje dle

### Technické údaje
Charakteristika: lehký bombardovací letoun
- Osádka:
- Rozpětí: 20,34 m
- Délka: 12,29 m
- Výška: 3,28 m
- Plocha křídla: 56 m²
- Hmotnost prázdná: 3750 kg
- Hmotnost vzletová: 6100 kg
- Pohonná jednotka: 2 × dvanáctiválcový vidlicový motor VK-100, později M-100A s výkonem 750 k. SB-2bis měly motory M-103 s výkonem 1100 k.

### Výkony
- Max.rychlost: 410 km/h, SB-2bis: 450 km/h
- Cestovní rychlost: 375 km/h
- Dostup: 7800 m
- Dolet: 1200–1600 km
- Počáteční stoupavost: 400 m/min (SB-2bis)

### Výzbroj
- 4 × kulomet ŠKAS
- 1 × 500kg puma nebo 6 × 100kg pum